# アン・マリー・リオス

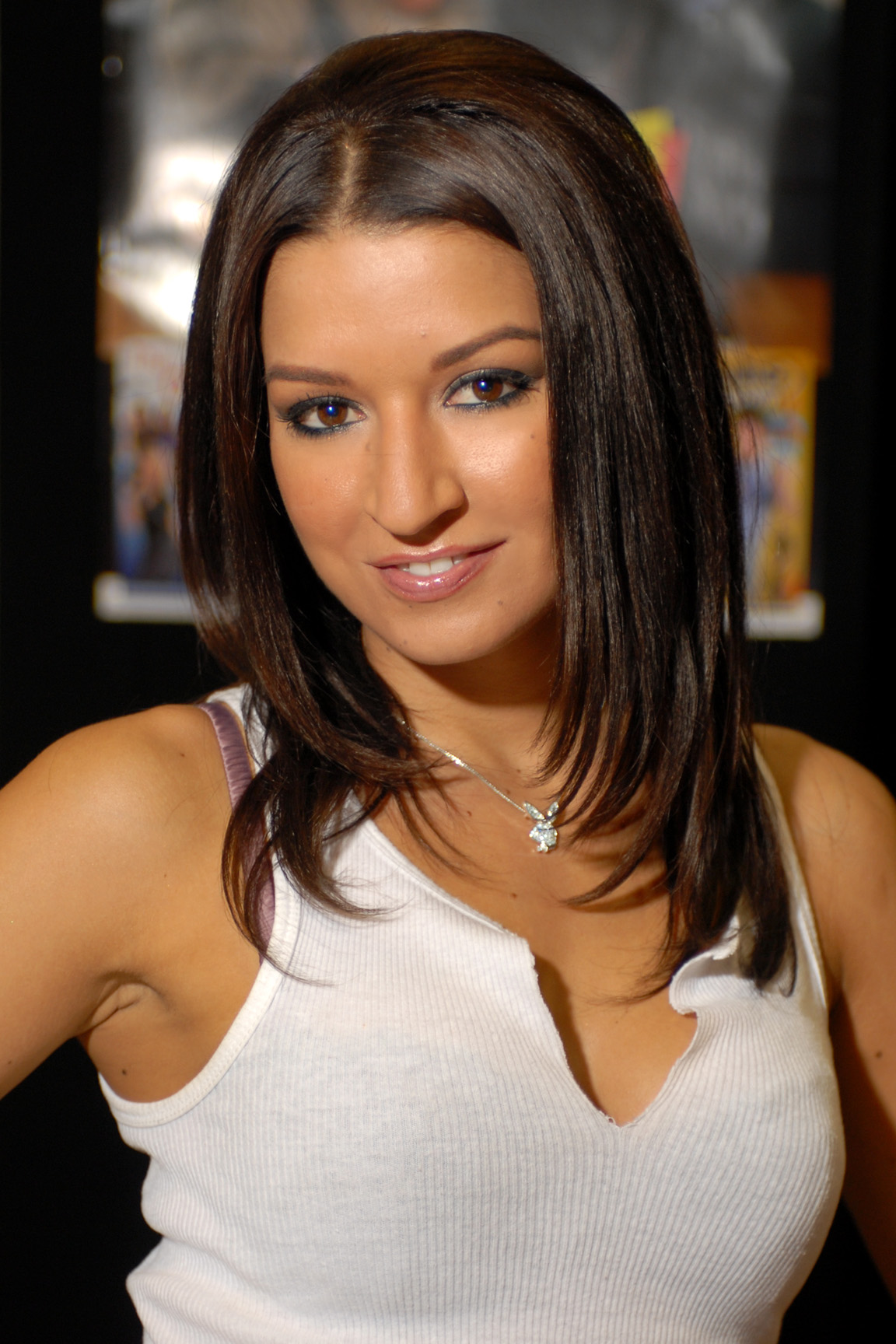
アン・マリー・リオス

アン・マリー・リオス（Ann Marie Rios、 1981年9月5日 - ）は、アメリカ合衆国のポルノ女優。カリフォルニア州サンタクラリタ出身。